# 打樋川 (徳島市)
打樋川（うてびがわ）は、徳島県徳島市を流れる勝浦川水系の河川である。

## 地理
徳島市論田町にある水源から大原町と論田町の間を流れ、勝浦川下流部に合流する。
水質は上流部にある団地内では生活排水が原因で汚れており、中流から下流部のCODは6ppmだが透視度は12～16cmと濁っている。護岸にはセンダンの花が咲いており、美しい景観が広がる（2006年度の結果）。
橋梁は外龍橋、大原橋など。

## 流域の施設
- 徳島市立論田小学校
- 徳島市立青少年交流プラザ
- 徳島市立体操センター
- 徳島市B&G海洋センター
- 徳島県警察学校
- 徳島第一自動車教習所
- 徳島県警察機動隊